# Wybory parlamentarne w Serbii w 2012 roku
Wybory parlamentarne w Serbii w 2012 roku odbyły się 6 maja. W wyniku wyborów wyłoniono 250 deputowanych do Zgromadzenia Narodowego Republiki Serbii (Skupsztiny). Próg wyborczy wynosił 5%, nie obowiązywał w przypadku ugrupowań mniejszości narodowych. Wybory jako pierwsze wybory w XXI wieku odbyły się terminowo, tj. po upływie czteroletniej kadencji parlamentu.
Jednocześnie z wyborami parlamentarnymi przeprowadzono pierwszą turę wyborów prezydenckich. W drugiej turze tych wyborów urzędujący prezydent Boris Tadić z rządzącej Partii Demokratycznej przegrał w przywódcą Serbskiej Partii Postępowej Tomislava Nikolicia. Koalicja skupiona wokół postępowców o niespełna 2 punkty procentowe wyprzedziła blok prezydencki. Nową koalicję rządową zawiązało ugrupowanie nowego prezydenta, Socjalistyczna Partia Serbii z partnerami, G17 Plus i socjaldemokraci. Po raz pierwszy poza parlamentem znalazła się osłabiona rozłamami Serbska Partia Radykalna.

## Wyniki wyborów
| Lista wyborcza                                              | Głosy     | %     | Mandaty | +/– |
| ----------------------------------------------------------- | --------- | ----- | ------- | --- |
| Poruszmy Serbię – Tomislav Nikolić1                         | 940 659   | 24,05 | 73      | +64 |
| Wybór Lepszego Życia – Boris Tadić2                         | 863 294   | 22,07 | 67      | –4  |
| Ivica Dačić – SPS – PUPS – US3                              | 567 689   | 14,51 | 44      | +24 |
| Demokratyczna Partia Serbii – Vojislav Koštunica            | 273 532   | 7,00  | 21      | –   |
| Odwrót – Čedomir Jovanović4                                 | 255 546   | 6,53  | 19      | +3  |
| Zjednoczone Regiony Serbii – Mlađan Dinkić5                 | 215 666   | 5,51  | 16      | –5  |
| Serbska Partia Radykalna – Dr Vojislav Šešelj               | 180 558   | 4,62  | –       | –77 |
| Dveri dla Życia Serbii                                      | 169 590   | 4,34  | –       | –   |
| Związek Węgrów Wojwodiny – István Pásztor                   | 68 323    | 1,75  | 5       | +1  |
| Ruch Robotników i Chłopów                                   | 57 199    | 1,46  | –       | –   |
| Partia Komunistyczna – Josip Broz                           | 28 977    | 0,74  | –       | –   |
| Partia Akcji Demokratycznej Sandżaku – Dr Sulejman Ugljanin | 27 708    | 0,69  | 2       | +2  |
| Wszyscy Razem – Emir Elfić6                                 | 24 993    | 0,63  | 1       | +1  |
| Nikt z Powyższych                                           | 22 905    | 0,59  | 1       | +1  |
| Sojusz Socjaldemokratyczny – Nebojša Leković                | 16 572    | 0,42  | –       | –   |
| Albańska Koalicja Doliny Preszewa                           | 13 384    | 0,30  | 1       | –   |
| Partia Reformatorska – Prof Dr Milan Višnjić                | 8867      | 0,22  | –       | –   |
| Partia Czarnogórców – Nenad Stevović                        | 3855      | 0,10  | –       | –   |
| Głosy nieważne i puste                                      | 171 819   | –     | –       | –   |
| Razem                                                       | 3 911 136 | 100   | 250     | –   |
| Uprawnieni/frekwencja                                       | 6 770 013 | 57,77 | –       | –   |

Uwagi:
1 Poruszmy Serbię – koalicja skupiona wokół Serbskiej Partii Postępowej (SNS). SNS otrzymała 55 mandatów, Nowa Serbia 8 mandatów, Ruch Siła Serbii 2 mandaty. Po 1 mandacie otrzymało osiem ugrupowań: Ruch Socjalistyczny, Ludowa Partia Chłopska, trzy partie mniejszości narodowych (Boszniaków, Romów i Macedończyków) oraz trzy organizacje społeczne.
2 Wybór Lepszego Życia – koalicja skupiona wokół Partii Demokratycznej (DS). DS otrzymała 50 mandatów, Socjaldemokratyczna Partia Serbii 9 mandatów, Liga Socjaldemokratów Wojwodiny 5 mandatów, Chrześcijańsko-Demokratyczna Partia Serbii 1 mandat, Demokratyczny Związek Chorwatów w Wojwodinie 1 mandat, Zieloni Serbii 1 mandat.
3 SPS otrzymała 24 mandaty, PUPS 12 mandatów, US 7 mandatów, Ruch Weteranów 1 mandat.
4 Odwrót – koalicja skupiona wokół Partii Liberalno-Demokratycznej (LDP) i Serbskiego Ruchu Odnowy (SPO). LDP otrzymała 13 mandatów, SPO 4 mandaty, Unia Socjaldemokratyczna 1 mandat, Bogata Serbia 1 mandat.
5 Zjednoczone Regiony Serbii – koalicja skupiona wokół G17 Plus.
6 Wszyscy Razem – koalicja pięciu ugrupowań różnych mniejszości narodowych. Mandat uzyskał przedstawiciel partii reprezentującej Boszniaków.